# Opòssum cuacurt uniratllat
L'opòssum cuacurt uniratllat (Monodelphis unistriata) és una espècie d'opòssum de Sud-amèrica. Viu a l'Argentina i el Brasil.